# Grb Gruzijske SSR
Amblem Gruzijske SSR usvojen je 28. veljače 1922., od strane vlade Gruzijske SSR. Za razliku od grbova ostalih sovjetskih republika, ovaj grb se ne bazira na grbu SSSR-a. Na grbu su prikazani simboli poljoprivrede, grožđe i pšenica. U sredini grba je prikazan Kavkaz, iznad njega crvena zvijezda, a najdominantniji dio grba čini srp i čekić, simbol komunizma. U sklopu grba se nalazi i moto SSSR-a "Proleteri svih zemalja, ujedinite se!" napisan na gruzijskom i ruskom jeziku.
Grb je bio na snazi do 11. prosinca 1990., kada je zamijenjen današnjim grbom Gruzije.

## Također pogledajte
- Grb Gruzije
- Zastava Gruzijske SSR